# Katalogový list

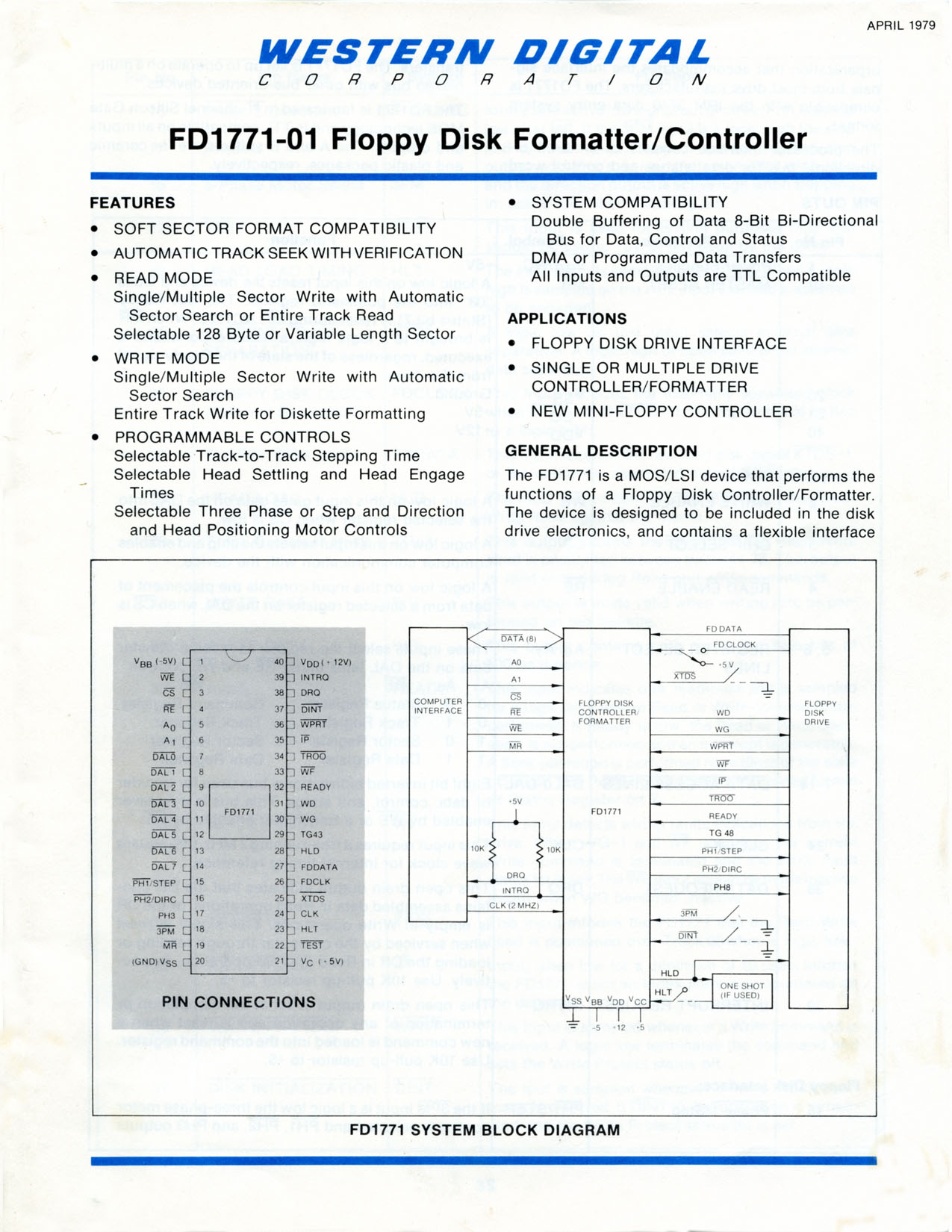
Katalogový list řadiče pružných disků.

Katalogový list (anglicky datasheet, data sheet, spec sheet) je dokument uvádějící výkonnostní a další technické charakteristiky výrobku, stroje, součásti (například elektronické součástky), subsystému (například napájecího zdroje), materiálu nebo softwaru natolik detailně, aby návrhářům umožnil začlenění příslušné součásti do většího celku. Katalogový list zpravidla dodává výrobce součásti, subsystému nebo softwaru. Katalogový list obvykle začíná úvodní stránkou popisující zbytek dokumentu, následuje seznam jednotlivých charakteristik a další informace o konektivitě zařízení. Pokud existuje relevantní zdrojový kód, může být připojen na konec dokumentu nebo je uveden v samostatném souboru.
Podle konkrétního účelu může katalogový list poskytovat průměrné hodnoty, typické hodnoty, typické rozsahy, výrobní tolerance nebo povolené odchylky hodnot. V katalogovém listu je obvykle uveden typ a zdroj dat.
Katalogový list je prostředkem pro technickou komunikaci poskytujícím popis technických charakteristik položky nebo výrobku. Může být publikován výrobcem, aby pomohl lidem ve výběru výrobků a aby umožnil jejich použití. Naproti tomu technická norma je explicitní seznam požadavků, které musí materiál, výrobek nebo služba splňovat.
Elektronický katalogový list obsahuje charakteristiky ve formálním tvaru umožňující strojové zpracování informací. Strojově čitelné popisy dovolují vyhledávání, zobrazování, využití při návrhu, testování, propojování, verifikaci a identifikaci systému. K příkladům patří elektronický katalogový list převodníků podle normy IEEE 1451 pro popis charakteristik senzorů, popisy elektronických zařízení CANopen nebo popisy ve značkovacích jazycích, jako například SensorML.
Většina výrobců poskytuje katalogové listy svých součástek na internetu zdarma.

## Katalogové listy elektronických součástek
Typický katalogový list pro elektronickou součástku obsahuje většinu z následujících informací:
- Jméno výrobce
- Označení a název výrobku
- Seznam dostupných balení (s vyobrazením) a objednacích kódů
- Důležité vlastnosti součástky nebo zařízení
- Krátký funkční popis
- Nákres zapojení vývodů
- Absolutní minimální a mezní hodnoty (napájecí napětí, spotřeba, vstupní proudy, skladovací, funkční montážní teploty, atd.)
- Doporučené funkční podmínky (např. absolutní minimální a mezní hodnoty)
- Stejnosměrné parametry (teploty, napájecí napětí, vstupní proudy, atd.)
- Maximální výkon spotřeba přes celý fungující teplota obor hodnot
- Střídavé parametry (teploty, napájecí napětí, frekvence, atd.)
- Diagram vstupních/výstupních průběhů signálu
- Časovací diagramy
- Některé charakteristiky jsou uvedeny pro určitou teplotu, typicky 25 °C
- Mechanické parametry – minimální/typické/maximální rozměry, rozmístění a velikost kontaktů
- Testovací obvody
- Objednací kódy pro různé balíčky a výkonová provedení
- Použitelnost v určitém prostředí, např. v jaderných elektrárnách a v systémech pro podporu životních funkcí
- Aplikační doporučení, např. požadované filtrační kondenzátory, struktura obvodové desky, atd.
- Errata často publikovaná před opravou a číslo příslušné revize katalogového listu